# Moville, Iowa
Moville är en ort i Woodbury County i delstaten Iowa, USA.